# Guo Jianli
Guo Jianli (em chinês:  郭 建力; Guangdong, 6 de março de 1988) é um pentatleta chinês.

## Carreira
Guo representou seu país nos Jogos Olímpicos de Verão de 2016, terminando na 18ª colocação.